# Changowdanahalli, Heggadadevankote
Changowdanahalli là một làng thuộc tehsil Heggadadevankote, huyện Mysore, bang Karnataka, Ấn Độ.